# Mad Decent
Mad Decent is een platenlabel uit Philadelphia, tegenwoordig vanuit Los Angeles, opgericht in 2005 door Diplo. Het label heeft geholpen met het vergaren van bekendheid van het Braziliaanse funk carioca en het Angolese kuduro. Sinds kort houdt het label zich ook bezig met moombahton. Mad Decent is ook bekend wegens haar Mad Decent Block Party concertreeksen. 

## Geschiedenis
Mad Decent werd in 2005 door Diplo opgericht. In 2010 verhuisde het label van Philadelphia naar Los Angeles en het jaar daarop werd het sublabel Jeffrees opgericht als "een uitlaatklep voor het nuanceren en het bevorderen van nieuwe muziek die de experimentele kant opleunt, in overeenstemming met de oorspronkelijke missie van het label.".
Het label vergaarde meer bekendheid dankzij de single "Harlem Shake" van Baauer, wat een internetmeme werd.
In 2013 tekende de Nederlandse producer Boaz van de Beatz bij het label van Diplo en bracht gelijk zijn ep Flontie Stacks uit. Ook de Nederlandse The Partysquad, Vato Gonzalez en Yellow Claw staan onder contract bij Mad Decent.
Bij de Mad Decent Block Party in Columbia, Maryland op 1 augustus 2014 kwamen twee mensen om het leven en raakten er twintig mensen gewond. Volgens de politie was de oorzaak van dit voorval een overdosis aan drugs.

## Artiesten[15]
- 4B
- 813
- Alizzz
- Astronomar
- Baauer
- Bert on Beats
- Blaqqstar
- Boaz van de Beatz
- Bonde Do Role
- Bosco Delrey
- Cadenza & Nasher
- CAKED UP
- Clockwork
- Crookers
- Daktyl
- Davoodi
- Dawn Golden
- Derek Allen
- Dillion Francis
- Diplo
- DJ Sega
- DJ Snake

- Djemba Djemba
- Dougie F & DJ Fire
- Douster
- Elliphant
- ETC!ETC!
- Faustix & Imanos
- Flosstradamus
- Foxsky
- Funkin Matt
- Gent & Jawns
- Grandtheft
- GTA
- Jahan Lenn☮n
- Jauz
- Jesse Slayter & Wuki
- Juyen Subulba
- Kennedy Jones
- Kickraux
- Kito & Reija Lee
- Leftside
- Liz

- London Future
- Major Lazer
- Maluca
- Meaux Green
- Mitch Murer
- Mr. Carmack
- Mumdance
- Munchi
- Oliver Twizt
- Omar Souleyman
- Paper Diamond
- Party Favor
- Paul Devro
- Poppy
- Po Po
- RiFF RAFF
- Rob Pix
- Rusko
- Savage Skulls
- Schlachthofbronx
- Sinden
- Slick Shoota
- Snappy Jit
- South Rakkas Crew

- Swick
- Swizzymack
- The Partysquad
- The Reef
- Tiga
- Todally Crossed Out
- Torro Torro
- Toy Selectah
- Trippy Turtle
- TWRK
- Unlike Pluto
- ƱZ
- Vato Gonzalez
- Victor Niglio
- Vjuan Allure
- Wax Wreckaz
- Wiwek
- Yellow Claw
- Zebra Katz
- Zeds Dead
- Z-town